# ShareX
ShareX er et værktøj, der kan bruges til at tage billeder af et computerskærmbillede. Billederne kan offentliggøres og deles.